# Cinq K

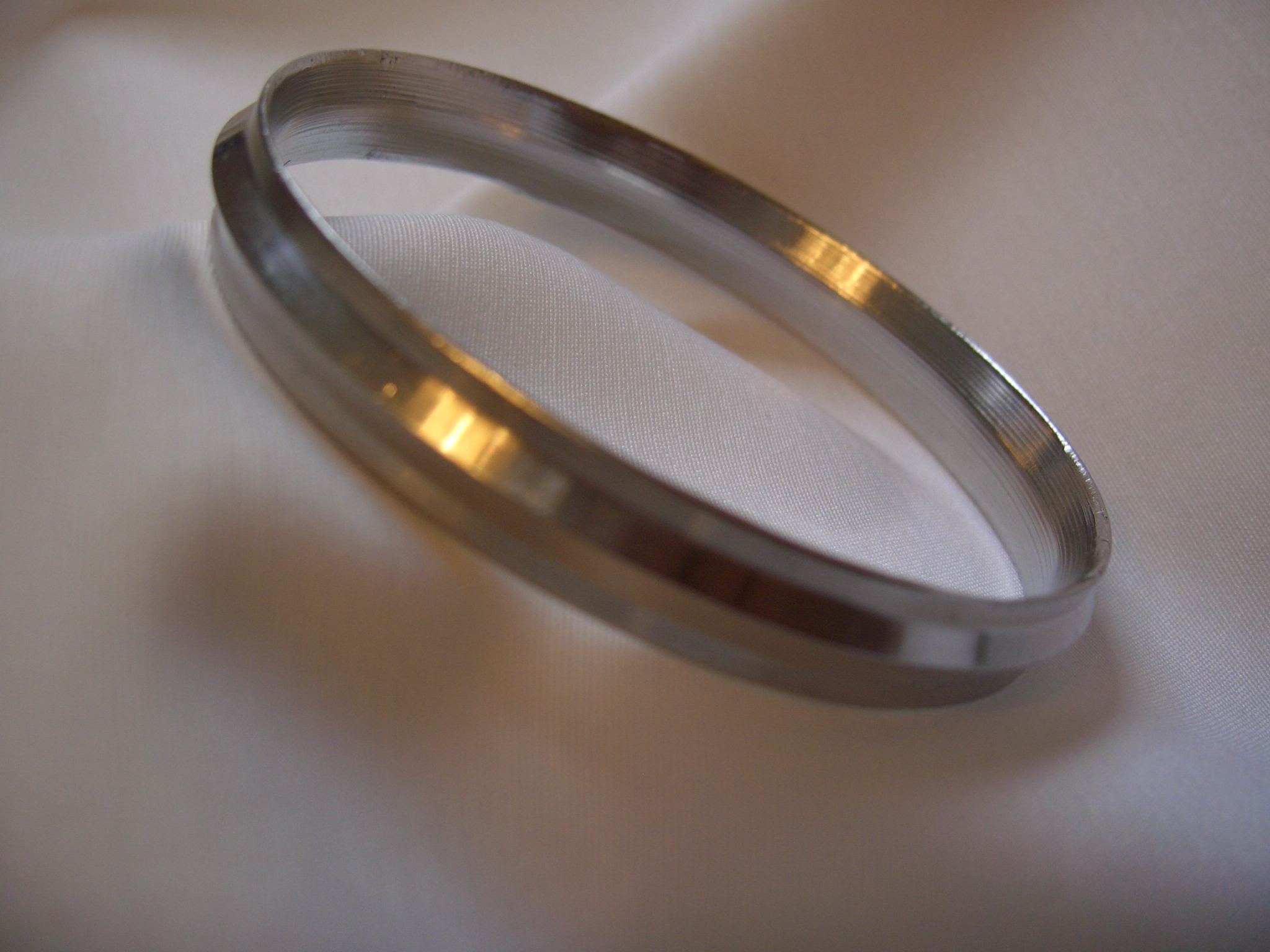
Kara, le bracelet : un cercle sans fin, symbolisant l'infini, le divin.

Les Cinq K ou Panj kakke sont les symboles extérieurs, visibles, portés par un sikh. En intégrant le Khalsa, les sikhs (hommes et femmes) font vœu de porter les cinq objets suivants (dont les noms commencent par un K) : 
- le Kesh : représente l'interdiction de se couper les cheveux (traditionnellement liés à la force vitale), la barbe (symbole de virilité, de courage et de sagesse) ainsi que les poils corporels. Les cheveux sont couverts d'un type particulier de turban, le dastar ;
- le Kangha : petit peigne de bois qui maintient les cheveux sous le turban ; ce peigne représente la propreté, contrairement à certains yogis qui laissent leurs cheveux se coller[2] ;
- le Kachera : pantalon bouffant resserré aux genoux, pour monter à cheval et ne pas gêner les mouvements au combat. Il faut garder à l'esprit que la tenue traditionnelle des hommes est la dhoti, simple pagne enroulé autour des hanches. Avec un kachera, un sikh se tient toujours prêt au combat ;
- le Kara : bracelet de fer symbolisant l'humilité et l'appartenance au divin ;
- le Kirpan : poignard prenant généralement la forme d'une dague courbe. En portant une arme, parfois symbolisée de nos jours par une dague en miniature, les sikhs gardent en mémoire les persécutions que leur religion et tant d'autres ont subies, et la nécessité de défendre la liberté de conscience — la leur et celle des autres — contre l'obscurantisme. Cette dague représente la valeur du courage.

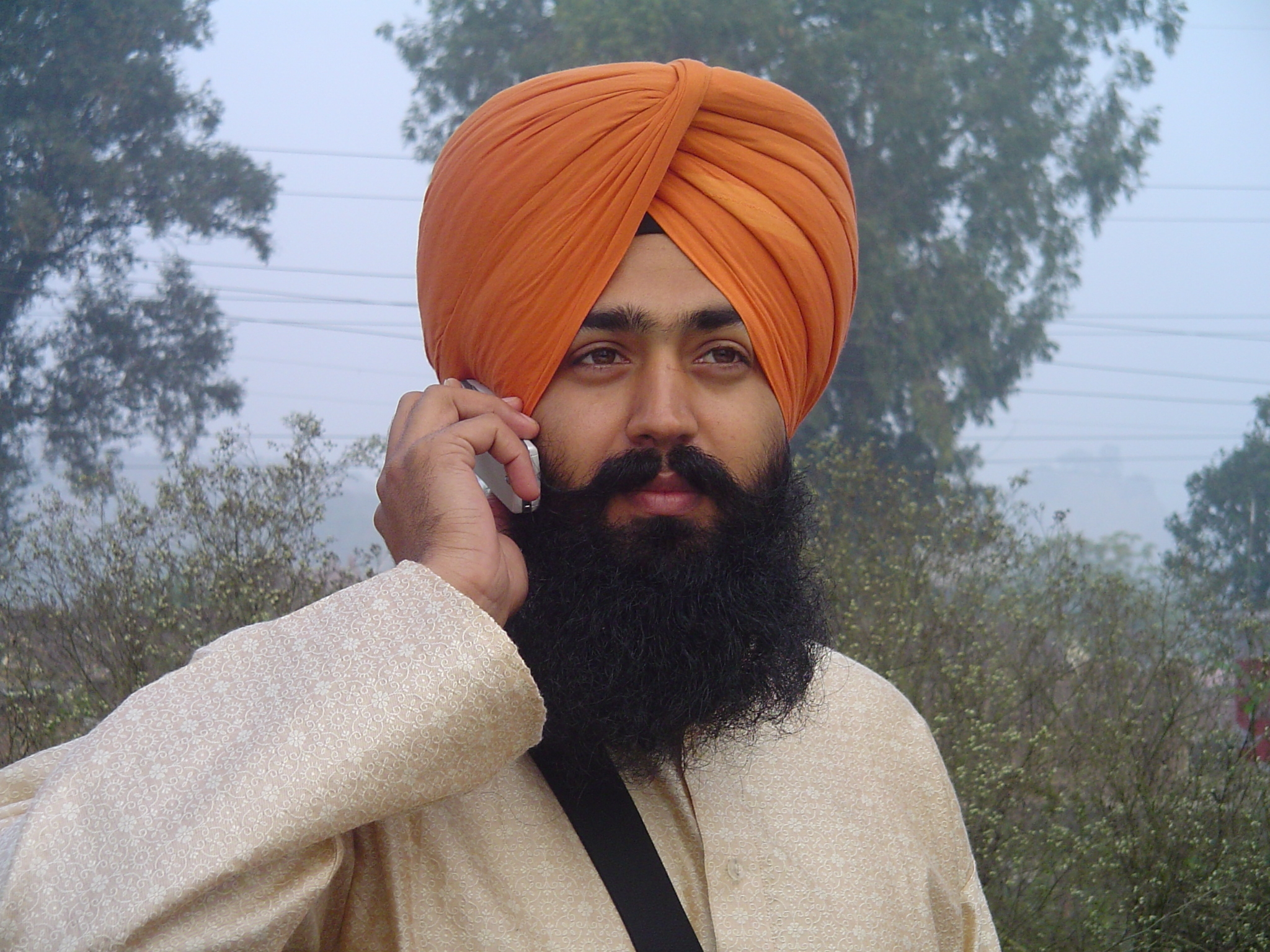
Un sikh portant le turban.

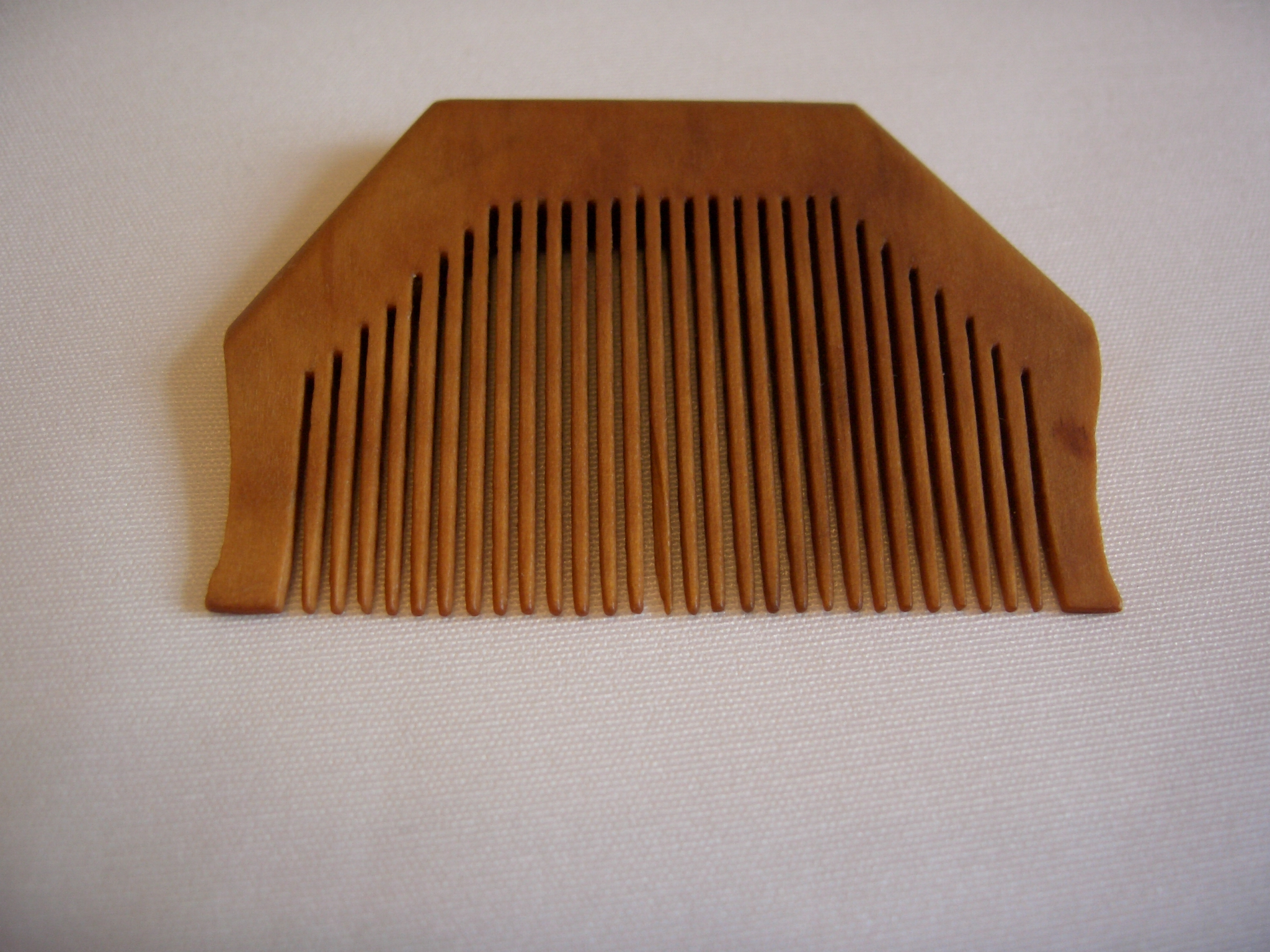
Kangh (ou Kangha), le peigne de la foi pour les sikhs.

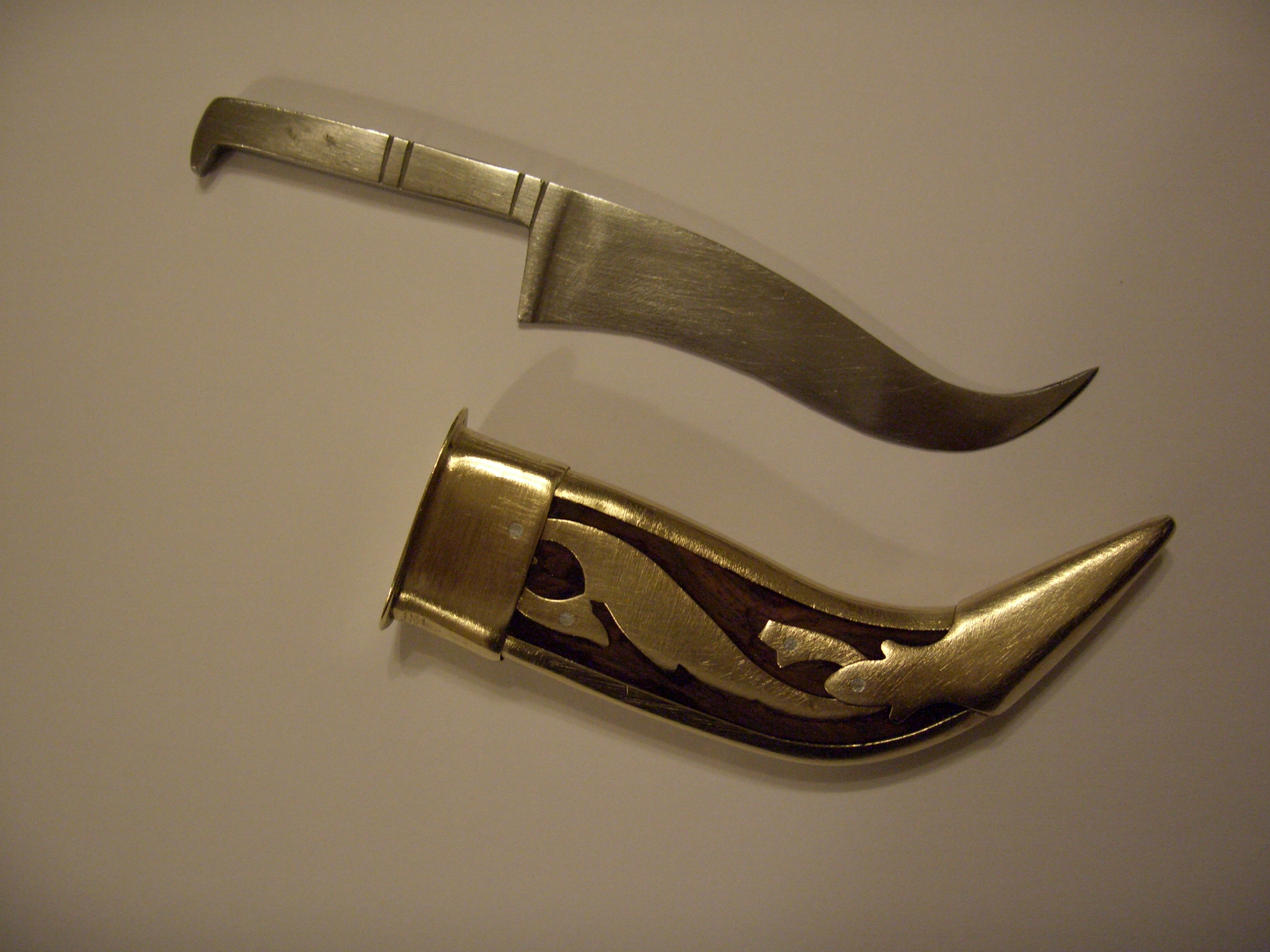
Kirpan.